# Phillip Howard DeLacy
Phillip Howard DeLacy, von ihm selbst auch mit Spatium Phillip De Lacy geschrieben, (* 4. Mai 1913 in Seattle, Washington; † 17. Juni 2006 in Oak Harbor, Washington) war ein US-amerikanischer Gräzist, Philosophiehistoriker und Medizinhistoriker.

## Leben
Phillip DeLacys Vater war High-School-Lehrer für Geschichte und Englisch. DeLacy selbst studierte classics an der University of Washington und erwarb den B.A. nach vier Jahren Studium 1932, ein Jahr später ebendort den M.A. in griechischer Philologie. Promoviert wurde er 1939 mit einer Dissertation The Problem of Causation in Plato's Philosophy bei Robert M. Scoon an der Princeton University.
Seine Laufbahn begann er als Instructor in classics an der Princeton University (1936–1938). Darauf wechselte er als assistent professor an die Stanford University (1938–1940), als Instructor in Latin an die University of Chicago (1940–1943), als assistent professor (1943–1949) an die Washington University, an der er Professor of classics und Chair of department wurde (1949–1961). Er wechselte erneut als Professor of classics an die Northwestern University (1961–1965), dann in gleicher Funktion an die Cornell University (1965–1967) und schließlich bis zur Emeritierung als Professor of classical studies an die University of Pennsylvania (1967–1978), wo er 1967–1973 chair of department war. Darüber hinaus war er visiting professor of classics an der Cornell University (1958–1959), Guggenheim Fellow (1960–1961) und Fellow des National Endowment for the Humanities (1975–1976). 
Außerdem war er Delegierter, wahrscheinlich der American Philological Association, im American Council of Learned Societies (1971–1975) und Präsident der Classical Association of the Middle West and South, (1963–1964) und der American Philological Association (1966–1967). Schließlich war er Herausgeber der angesehenen philologischen Zeitschrift Transactions of the American Philological Association (1949–1952) und kommissarischer Herausgeber des gleichermaßen angesehenen Classical Journal (1955–1956).
DeLacy hatte zwei Brüder: Allan C. De Lacy, langjähriger Professor für Fischereiwesen an der University of Washington, und Hugh De Lacy, einen bekannten linken Politiker und Vorsitzenden der Washington Commonwealth Federation sowie Mitglied des Seattle City Council.
Am 19. Dezember 1936 heiratete DeLacy Estelle Allen, mit der er in der Folge auch zusammenarbeiten sollte.

## Forschungsgebiete
DeLacy arbeitete editionsphilologisch auf dem Gebiet der griechischen Philosophie, insbesondere zu Philodem, zu Plutarch (Band VII der Loeb Classical Library Plutarch entstand in Zusammenarbeit mit Benedict Einarson) und vor allem dessen antiepikureischen Schriften (in diesem Zusammenhang auch zu Lukrez) und zu dem griechischen Arzt Galen. In all diesen Publikationen leistete DeLacy erhebliche Beiträge zur Textkonstitution und zum Textverständnis, die beiden Plutarch-Bände übertrafen nach dem Urteil maßgeblicher Fachkollegen (so etwa Francis Henry Sandbach, in: Classical Review 10, 1960, 214–215 und 18, 1968, 47–48) sogar die entsprechenden Bände der Teubner-Ausgabe. Zitiert wird weiterhin auch ein Aufsatz zur Rezeption der Dichtung durch die hellenistische Philosophenschule der Stoa.

## Schriften (Auswahl)
Dissertation
- The Problem of Causation in Plato's Philosophy (Ph.D. thesis 1939; zu einem Teil veröffentlicht in Classical Philology 1939).

Texteditionen
- Philodemus, On Methods of Inference. A Study in Ancient Empiricism. Edited with translation and commentary by Phillip Howard DeLacy and Estelle Allen DeLacy. American philological association, Philadelphia, Pa. 1941. Zweite Auflage:  Bibliopolis, Neapel 1978.
- mit Benedict Einarson: Plutarch’s Moralia. Bd. VII, 1959 (Loeb Classical Library L 405). – (Enthält: On Love of Wealth. On Compliancy. On Envy and Hate. On Praising Oneself Inoffensively. On the Delays of the Divine Vengeance. On Fate. On the Sign of Socrates. On Exile. Consolation to His Wife)
- Plutarch’s Moralia. Bd. XIV, 1967 (Loeb Classical Library L 428). – (Enthält: That Epicurus Actually Makes a Pleasant Life Impossible. Reply to Colotes in Defence of the Other Philosophers. Is "Live Unknown" a Wise Precept? On Music)
- Galeni De placitis Hippocratis et Platonis (On the Doctrines of Hippocrates and Plato). Edidit, in linguam Anglicam vertit, commentatus est Phillip De Lacy. 3 Bde. Akademie-Verlag, Berlin 1978 (Bücher 1 bis 5), 1980, 1984 (Kommentare und Indexe) (= Corpus medicorum Graecorum. V 4, 1, 2). – Vol. I: Editio tertia lucis ope expressa, vol. II: editio altera lucis ope expressa, vol. III: editio altera lucis ope expressa addendis et corrigendis aucta, Berlin 2005 (Bücher 6 bis 9).
- Galeni De semine (On Semen). Edidit, in linguam Anglicam vertit, commentatus est Phillip De Lacy. Akademie-Verlag, Berlin 1992 (Corpus medicorum Graecorum V 3,1)
- Galeni De elementis ex Hippocratis sententia (On the elements according to Hippocrates). Edidit, in linguam Anglicam vertit, commentatus est Phillip De Lacy. Akademie-Verlag, Berlin 1996 (Corpus medicorum Graecorum V 1,2)

Artikel
- Stoic Views of Poetry, in: American Journal of Philology, Band 69, Baltimore 1948, S. 241–271